# Palazzo comunale di Pesaro

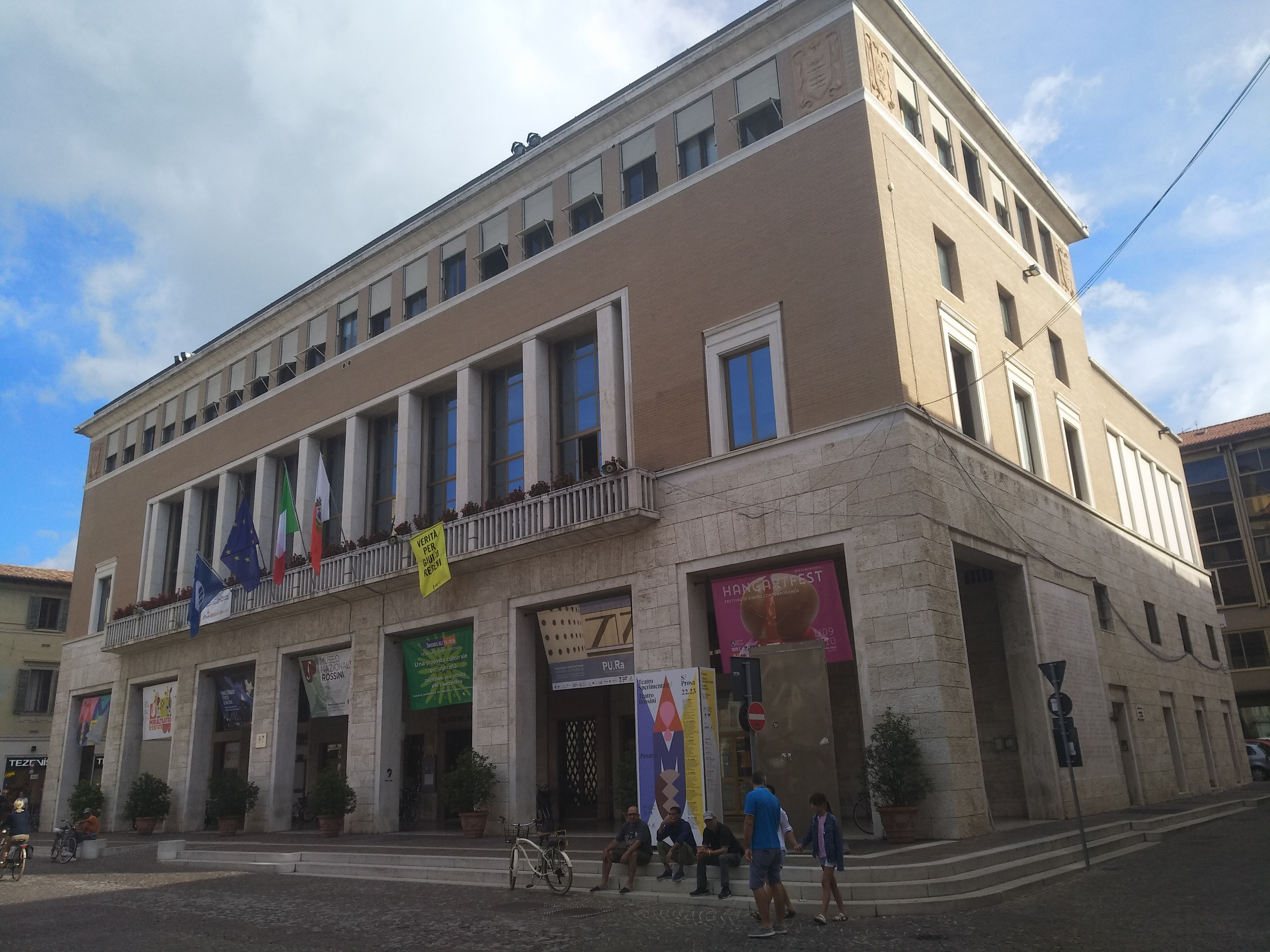
Edificio del Palazzo comunale di Pesaro

Il Palazzo Comunale di Pesaro è situato sul lato nord-est della Piazza del Popolo, così come il Palazzo Ducale, la sede delle Poste e il Palazzo della Paggeria. Il primo Palazzo Comunale veniva chiamato Palazzo della Podestà e fu creato in epoca medievale, più precisamente nel XIII secolo. Subì molteplici ristrutturazioni, fino all' inaugurazione avvenuta nel 1958.

## Struttura iniziale
Il Palazzo Comunale fu costruito nel XIII secolo, quando Pesaro conobbe il periodo delle istituzioni comunali. Esso era anche chiamato Palazzo della Podestà proprio perché vi era la sede del capo del comune. La struttura comprendeva vari uffici, alcuni alloggi dei funzionari del comune e le magistrature comunali, ovvero:
- l'ufficio dei consoli;
- l'ufficio dei danni dati;
- l'ufficio delle gabelle;
- l'ufficio della cancelleria;
- l'ufficio degli estimi;
- l'ufficio di custodia e della bolletta;
- l'ufficio dei pegni o Monte di pietà;
- la banca della beccaria (ufficio di verifica e bollo per la vendita delle carni);
- la camera del bargello, un magistrato del Comune simile a un questore;
- la scuola;
- il tribunale;
- le carceri (situate al piano terra o nei sotterranei).

Il Palazzo Comunale fu innestato su strutture edilizie già esistenti, le quali furono adottate per le nuove funzioni comunali; proprio per questo l'edificio subì spesso ristrutturazioni e rifacimenti.
La struttura era costituita in laterizio merlato ed era suddiviso in 3 piani, il primo dotato di un portico affacciato sulla piazza e sul giardino. Il 28 novembre 1488 venne costruita una torre civica con struttura cilindrica e massiccia, dotata anche di un colombario protetto inoltre da rigide norme statutarie. Su questa torre vi era un grande orologio che fu distrutto da alcuni bombardamenti e successivamente ricostruito nel 1502 da Cesare Borgia, rimanendo l'unico in città fino al 1560; sulla torre si trovava anche una campana civica; questi sono tutt'ora conservati nell'atrio dell'attuale palazzo comunale.

## Ricostruzione
Il duca Guidobaldo II della Rovere desiderava riorganizzare la città: uno dei suoi obiettivi era infatti quello di allargare la Piazza Grande e ciò porto, nel 1564, all'abbattimento del Palazzo Comunale. Secondo il volere del duca vennero però impiegati i materiali del precedente Palazzo per rinforzare le mura della città. Nello stesso anno la corte venne trasferita da Urbino a Pesaro e l'improvviso spostamento fece diventare il palazzo il centro di amministrazione del Ducato, facendogli conoscere il periodo del suo massimo splendore.
Il nuovo Palazzo della Podestà fu ricostruito in vari decenni grazie all'acquisto di alcune case, situate nell'attuale zona di Largo Mamiani, Via dell'Uomo, Piazza Grande e Via Quarto, occupando la stessa area dell'attuale costruzione, sul lato nord-est della piazza.  Il piano terra del nuovo palazzo era costruito da alcune botteghe ed uffici che per più di 2 secoli (quindi fino all'Ottocento) rimasero lì; nel piano intermedio invece c'era un balcone ad angolo tra il prospetto principale ed il fianco destro. Il nuovo Palazzo però non conteneva più la scuola.

## Seconda ricostruzione

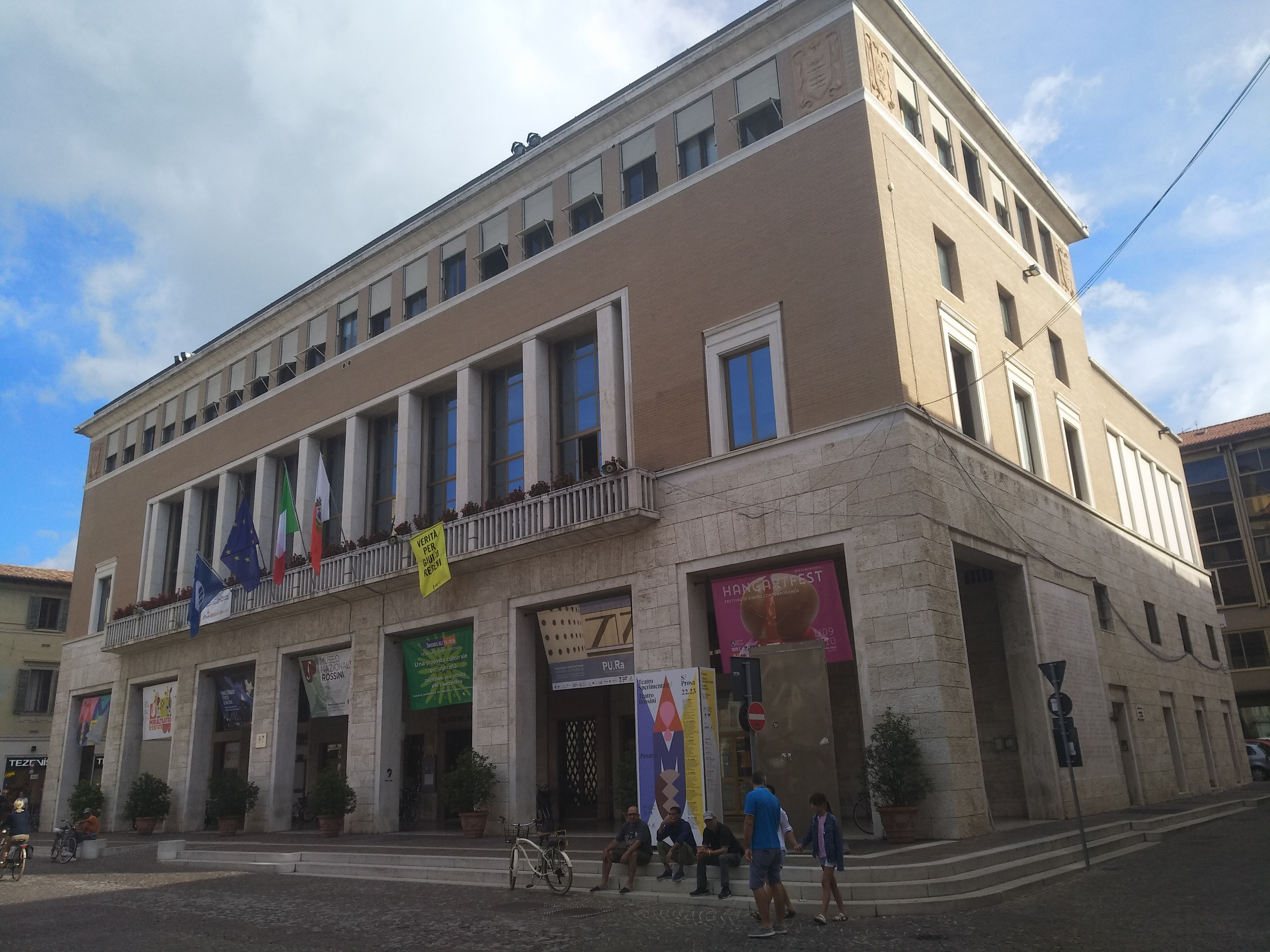
Il Palazzo comunale di Pesaro, inaugurato nel 1958

Dopo tutto l'Ottocento il Palazzo Comunale diventò vecchio e inadatto per le sue funzioni e venne sottoposto molteplici volte a ristrutturazioni, finché il 30 ottobre 1930 la città ed altre zone circostanti vennero colpite da un terremoto di 8º o 9º grado della scala MCS. Tra il 1932 e il 1934 il Palazzo Comunale venne completamente demolito e, solo anni dopo, inaugurato nuovamente dall'ingegnere romano Cesare Pascoletti nel 1958; nel 1961 venne poi inaugurata anche la sua sala del consiglio.
Ad oggi ospita tutte le funzioni per cui fu realizzato, con l'aggiunta ad esempio del Teatro Sperimentale.